# Tigridia augusta
Tigridia augusta är en irisväxtart som beskrevs av Pierre Auguste Joseph Drapiez. Tigridia augusta ingår i släktet Tigridia och familjen irisväxter. Inga underarter finns listade i Catalogue of Life.